# Association Football Club Toronto
L'Association Football Club Toronto, couramment abrégé en AFC Toronto, est une franchise féminine de soccer canadienne située à Toronto. Elle évolue en Super Ligue du Nord.

## Histoire
Le 26 avril 2023, Toronto devient la troisième franchise à rejoindre le projet de championnat professionnel féminin de soccer canadien, après Vancouver et Calgary. La franchise prend le nom de "AFC Toronto City", avant de finalement se contenter de "AFC Toronto".
Parmi les investisseurs dans la franchise, on trouve notamment le sprinteur canadien Andre De Grasse.
Le club élit domicile dans le stade de l'Université York, avec comme objectif de rapidement trouver un nouveau stade.
L'AFC Toronto nomme au poste d'entraîneur le coach des North Toronto Nitros, Mako Milanović, en août 2024.
Le 21 octobre 2024, le club recrute sa première joueuse, qui devient également la première joueuse de SLN : l'attaquante locale Jade Kovacevic, qui évoluait en Ligue1 Ontario avec les North Toronto Nitros. Toronto recrute ensuite Leah Pais, l'Américaine Croix Soto, Cloey Uddenberg, qui joue pour l'équipe de Saint-Christophe-et-Niévès, puis la Japonaise Aoi Kizaki, qui évoluait au Tokyo Verdy Beleza. En décembre, l'AFC Toronto recrute deux Canadiennes évoluant en Europe, l'internationale Emma Regan et Kaela Hansen, en provenance respectivement du HB Køge et du Spartak Subotica. L'Américaine Victoria Pickett, de Kansas City, l'internationale nigériane Esther Okoronkwo ou encore l'internationale sud-coréenne Hong Hye-ji viennent compléter ce casting,.